# Terje Aune
Terje Aune (* 8. August 1972) ist ein früherer norwegischer Biathlet.
Terje Aune hatte seine beste internationale Saison 1998/99. Er bestritt am Holmenkollen in Oslo sein einziges Rennen im Biathlon-Weltcup, bei dem er 67. eines Sprints wurde. Es folgten die Biathlon-Europameisterschaften 1999 in Ischewsk, wo er hinter Sergei Konowalow und Ulf Karkoschka die Bronzemedaille im Einzel gewann. Auch im Jahr darauf startete er in Kościelisko bei den Europameisterschaften, bei denen er 24. des Einzels und des Sprints wurde, Rang 22 im Verfolgungsrennen belegte und mit Stian Eckhoff, Tor Halvor Bjørnstad und Torje Haaland als Schlussläufer im Staffelrennen auf den achten Platz kam. Letztes Großereignis wurde die Militär-Skiweltmeisterschaft 2001 in Jericho. Aune kam im Sprint auf Platz 16.
National konnte Aune mehrfach Erfolge mit der Vertretung der Region Troms erreichen. Erstmals gewann er 1994 bei den Meisterschaften in Orkdal und Trondheim mit der Mannschaft die Bronzemedaille. Ein Jahr später wurde er in Fet Doppelmeister mit der Staffel und der Mannschaft, 1996 in Brumunddal Meister im Staffelrennen und Vizemeister mit der Mannschaft. Die letzte Medaille mit der Mannschaft gewann Aune mit Silber 1997 in Snåsa und Savalen, 1998 kam Silber mit der Staffel in Dokka und Dombås hinzu. 1999 gewann er in Tana mit der Staffel seinen letzten Titel. Nach sechs Jahren konnte Aune 2005 nochmals Silber gewinnen.

## Weltcup-Platzierungen
Die Tabelle zeigt alle Platzierungen (je nach Austragungsjahr einschließlich Olympische Spiele und Weltmeisterschaften).
- 1.–3. Platz: Anzahl der Podiumsplatzierungen
- Top 10: Anzahl der Platzierungen unter den ersten zehn (einschließlich Podium)
- Punkteränge: Anzahl der Platzierungen innerhalb der Punkteränge (einschließlich Podium und Top 10)
- Starts: Anzahl gelaufener Rennen in der jeweiligen Disziplin
- Staffel: inklusive Mixed- und Single-Mixed-Staffeln

| Platzierung         | Einzel | Sprint | Verfolgung | Massenstart | Staffel | Gesamt |
| ------------------- | ------ | ------ | ---------- | ----------- | ------- | ------ |
| 1. Platz            |        |        |            |             |         |        |
| 2. Platz            |        |        |            |             |         |        |
| 3. Platz            |        |        |            |             |         |        |
| Top 10              |        |        |            |             |         |        |
| Punkteränge         |        |        |            |             |         |        |
| Starts              |        | 1      |            |             |         | 1      |
| Stand: Karriereende |        |        |            |             |         |        |